# Port lotniczy Mbarara
Port lotniczy Mbarara – port lotniczy zlokalizowany w ugandyjskim mieście Mbarara. Obsługuje połączenia krajowe.

## Linie lotnicze i połączenia
| Linia Lotnicza      | Kierunek                      |
| ------------------- | ----------------------------- |
| BAR Aviation Uganda | 1. Entebbe 2. Jinja 3. Pakuba |